# Phénix (réacteur)
Pour les articles homonymes, voir Phénix (homonymie).
Phénix est un ancien prototype de réacteur nucléaire à neutrons rapides refroidi au sodium situé sur le site nucléaire de Marcoule (Gard) qui a fonctionné de 1973 à 2010. Couplé au réacteur Phénix  d’une puissance thermique de 563 mégawatts, un générateur électrique pouvait fournir une puissance de 250 mégawatts. La vocation du réacteur Phénix était initialement de fournir de l'électricité, puis elle s'étendit à l’étude de la transmutation des déchets radioactifs à vie longue (loi Bataille de 1991).
L'installation fut exploitée pendant 36 ans par une association entre le CEA (80%) et EDF (20%). Cette association a pris fin en 2009 avec l'arrêt de la production d'électricité. Aujourd'hui, le démantèlement du réacteur est uniquement géré par le CEA.

## Historique / Fonctionnement

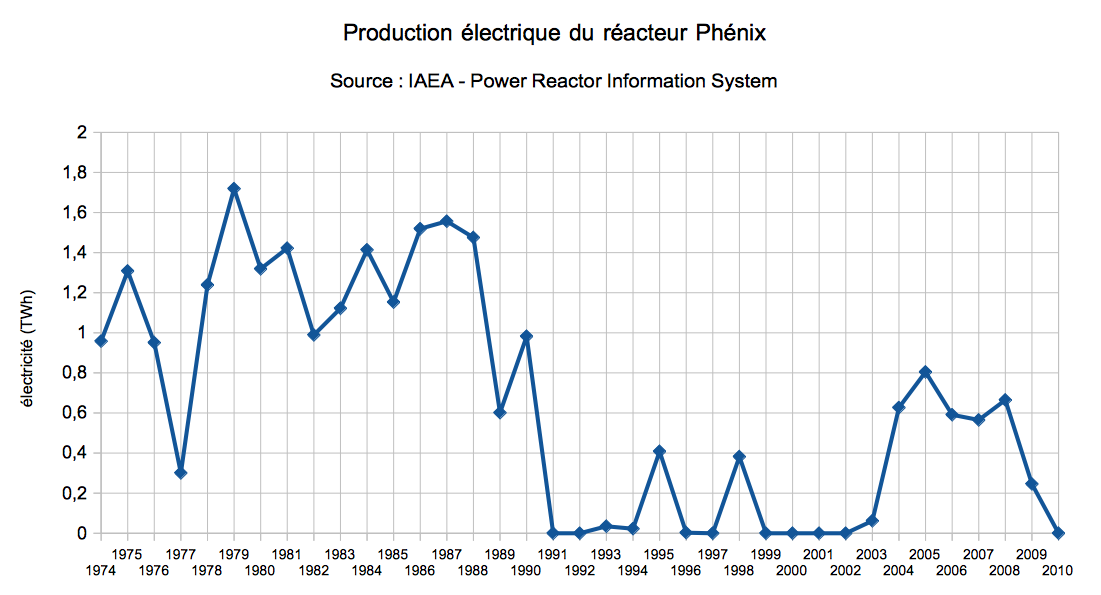
Production électrique du générateur couplé au réacteur Phénix.
Production totale : 24.44 TWh

Phénix est un réacteur à neutrons rapides et à caloporteur sodium, d'une puissance intermédiaire entre Rapsodie (1967-1983) et Superphénix (1984-1998).
Construit en 1968 par une équipe intégrée CEA/EDF/GAAA (Groupement Atomique Alsacienne-Atlantique), la centrale Phénix a été autorisée par le décret du 31 décembre 1969, selon le régime alors en vigueur pour les installations nucléaires de base. Le budget s'élève à environ 500 millions de Francs, et il est à peine dépassé.
Le combustible nucléaire mixte uranium-plutonium nécessaire à Phénix est fabriqué dans l'Atelier de technologie du plutonium de Cadarache.
Le réacteur a divergé le 31 août 1973 à 8h15 et a été raccordé au réseau électrique le 13 décembre 1973 à 17 heures. Sa mise en service industrielle a eu lieu le 14 juillet 1974. De 1974 à 1990, il produit 20 TWh soit en moyenne 1,25 TWh par an.
L’histoire de Phénix a été ponctuée par des arrêts, principalement, jusqu’en 1989, en raison de fuites de sodium secondaire et de « petits » feux de sodium. En particulier, il subit un arrêt du 24 novembre au 13 décembre 1975 pour fuite dans un générateur de vapeur, puis il fonctionne à puissance réduite de juillet à octobre 1976 pour fuite de sodium dans le circuit secondaire. Il passe pourtant deux révisions décennales en 1980 et 1989 avec succès. En 1989 et 1990, Phénix fait l'objet de quatre arrêts d’urgence par réactivité négative (A.U.R.N.), dont l’origine est restée inexpliquée.
Entre septembre 1990 et la fin de 1994, le surgénérateur n’a pas fonctionné, sauf pour quelques jours d’essais. Le réexamen de sûreté de 1993 met au jour des problèmes liés au vieillissement de l'installation et de ses matériels. Après avoir connu plusieurs incidents, d’importants travaux de rénovation ont eu lieu de 1994 à 1997, à la suite de la première réévaluation de sûreté. Le réacteur produit environ 0,4 TWh d'électricité en 1995, puis la production électrique est à nouveau arrêtée.
En complément de la production d'électricité, le réacteur Phénix a été utilisé à partir de 1997 dans le cadre de la loi Bataille pour étudier l’incinération des actinides mineurs et la transmutation des produits de fission à vie longue. Des tests ont également été entrepris dans le cadre du Forum International Génération IV. La production d'électricité redémarre en 1998 et atteint seulement 0,4 TWh.
En 1999, Phénix subit un nouvel arrêt car il doit être mis en conformité avec les nouvelles normes sismiques.
En septembre 2002, une explosion a eu lieu dans un réservoir raccordé à une cheminée qui débouche en toiture du bâtiment. Il s'agit d'une réaction entre du sodium résiduel présent dans ce réservoir et de l'eau qui y aurait pénétré accidentellement par suite d'un débordement lié aux pluies abondantes qui ont affecté la région.
En juin 2003, après 4 années de travaux pour un coût voisin de 250 millions d'euros, le réacteur Phénix redémarre. Son arrêt définitif est alors programmé en 2008.
En mars 2008, une opération de contrôle au CEA de Marcoule a mis au jour des défauts de fonctionnement d'un logiciel de surveillance anti-incendie de la centrale nucléaire Phénix. L'incident a été classé au niveau 1 sur l'échelle INES.
L’arrêt définitif de la production d’électricité est intervenu le 6 mars 2009, alors que Phénix était le plus ancien des réacteurs nucléaires français en fonctionnement. À l’issue de cet arrêt définitif, une campagne d’essais dits « ultimes » a été réalisée entre avril 2009 et janvier 2010. La fin du fonctionnement du réacteur a été prononcée le 1er février 2010.
Au cours de ses 36 années de fonctionnement, le réacteur a produit 24,44 milliards de kilowatts-heures, délivrés au réseau EDF, soit environ la consommation annuelle d’électricité du Gard.

## Démantèlement
Les opérations de démantèlement de Phénix sont prévues pour durer environ 30 ans, pour un montant estimé à près d'un milliard d'euros[réf. nécessaire]). Ce démantèlement est particulièrement délicat du fait que le réacteur baigne dans environ 1 000 tonnes de sodium liquide (dont une des propriétés est de s'enflammer au contact de l'air et de pouvoir exploser en présence d'eau et d'oxygène). Le retour d'expérience du démantèlement de Superphénix de puissance et dimensions nettement plus importante que Phénix, déjà entrepris, est mis à profit, notamment en ce qui concerne l'installation de conversion en soude du sodium contenu.
Le site de Marcoule est le premier site de démantèlement en France, du fait de l'arrêt de tous ses réacteurs. En dehors de Phénix, les trois autres réacteurs du site nucléaire de Marcoule G1, G2 et G3 (de la filière Uranium naturel graphite gaz) ont été arrêtés respectivement en 1968, 1980 et 1984.
Les assemblages de combustible nucléaire irradié dans le réacteur Phénix sont entreposés depuis 2008 par Orano Cycle dans l’usine UP2-800 de l’usine de La Hague.

## Poursuite de l'expérimentation de la filière
Après l'arrêt de Phénix, des expériences d'irradiation sont envisagées au CEA de Cadarache sur le réacteur de recherche Jules Horowitz (RJH), un réacteur en chantier depuis 2007 dont la mise en service est actuellement prévue en 2032.
Par ailleurs, ASTRID dont le projet a été lancé en 2010, devait succéder à Phénix comme nouveau projet de réacteur à neutrons rapides sur le site de Marcoule. En 2015, le budget était estimé à 5 milliards d'euros pour un démarrage des expérimentations en 2025. Cependant en 2019 le CEA abandonne le projet, qui a déjà coûté 738 millions d’euros, et le remet « à la deuxième moitié du siècle »,.